# Castanhal (gemeente)
Castanhal is een gemeente in de Braziliaanse deelstaat Pará. De gemeente telt 195.253 inwoners (schatting 2017).

## Aangrenzende gemeenten
De gemeente grenst aan Igarapé-Açu, Inhangapi, Santa Isabel do Pará, Santa Maria do Pará, Santo Antônio do Tauá, São Caetano de Odivelas, São Francisco do Pará, São Miguel do Guamá, Terra Alta en Vigia.

## Verkeer en vervoer
De stad ligt aan de radiale snelweg BR-010 tussen Brasilia en Belém. Daarnaast ligt ze aan de wegen BR-316, PA-136, PA-320 en PA-456.